# スモール・ワールド (ヒューイ・ルイス&ザ・ニュースのアルバム)
『スモール・ワールド』 (Small World) は、アメリカ合衆国のロック・グループのヒューイ・ルイス&ザ・ニュースのアルバム。アメリカでは1988年6月に、日本では1988年7月17日にそれぞれリリースされた。
3曲目に収録されている「パーフェクト・ワールド」がリード・シングルとなりヒットしたものの、前作のようにアルバムから立て続けにヒット曲が続出することはなかったが、このアルバムで参加が最後となったタワー・オブ・パワーによるホーン・セクションを多く導入しているのが特徴である。また、5曲目の「スモール・ワールド（パート2）」には、有名なサックス奏者であるスタン・ゲッツがゲストとして参加している。

## 曲目
1. スモール・ワールド（パート1） Small World (Part One) （ヘイズ / ルイス） - 3:55
2. オールド・アントンズ Old Antone's  （コーラ / ルイス） - 4:47
3. パーフェクト・ワールド Perfect World （アレックス・コール） - 4:07
4. ボボ・テンポ Bobo Tempo （ホッパー / ルイス / シアンボッティ） - 4:37
5. スモール・ワールド（パート2） Small World (Part Two) （ヘイズ / ルイス） - 4:03
6. ウォーキング・ウィズ・ザ・キッド Walking With The Kid （ヘイズ / パルマー / ルイス） - 4:00
7. 世界を僕等に World To Me （ヘイズ / ルイス） - 5:19
8. ベター・ビー・トゥルー Better Be True （コーラ / ルイス） - 5:20
9. ギブ・ミー・ザ・キーズ Give Me The Keys （ギブソン / ルイス / S.ルイス） - 4:36
10. スラミン Slammin'  （ヘイズ / パルマー / アダムズ） - 4:33

## チャート
アルバム - ビルボード （北アメリカ）
| 年   | チャート      | 順位 |
| ---- | ------------- | ---- |
| 1988 | ビルボード200 | 11   |
シングル - ビルボード （北アメリカ）
| 年   | シングル                      | チャート               | 順位 |
| ---- | ----------------------------- | ---------------------- | ---- |
| 1988 | パーフェクト・ワールド        | Adult Contemporary     | 2    |
| 1988 | パーフェクト・ワールド        | Mainstream Rock Tracks | 5    |
| 1988 | パーフェクト・ワールド        | ビルボード・ホット100  | 3    |
| 1988 | スモール・ワールド（パート1） | Adult Contemporary     | 19   |
| 1988 | スモール・ワールド（パート1） | Mainstream Rock Tracks | 28   |
| 1988 | スモール・ワールド（パート1） | ビルボード・ホット100  | 25   |
| 1989 | ギブ・ミー・ザ・キーズ        | ビルボード・ホット100  | 47   |